# Giftpille (Wirtschaft)
Eine Giftpille (englisch poison pill) ist ein abwehrendes Vorgehen von börsennotierten Aktiengesellschaften, die der Gefahr ausgesetzt sind, durch ein öffentliches Übernahmeangebot feindlich übernommen zu werden. Mit einer Giftpille soll die Übernahme weit weniger attraktiv gestaltet oder gar unmöglich gemacht werden.  Es geht darum, die Strategie des Angreifers auszuhebeln oder zu schwächen.

## Strategien
Der Vorstand einer übernahmegefährdeten Gesellschaft kann beschließen, die vermutlich vom übernehmenden Käufer zu veräußern beabsichtigten Gesellschaftsanteile vorab in die Hände Dritter zu geben und diese Weitergabe rechtlich so zu gestalten, dass ein Erwerber oder Übernehmer auf diese Anteile keinen Zugriff erhält, zum Beispiel mit einem Stiftungsmodell. Ein Beispiel hierfür ist die Strategie des Vorstandes von Arcelor, den frisch erworbenen kanadischen Stahlproduzenten Dofasco in eine niederländische Stiftung auszugliedern. Der feindliche Übernehmer wollte dieses Tochterunternehmen zur Refinanzierung abstoßen bzw. die Übernahme des Gesamtkonzerns hiermit bezahlen, was nach heutigem Stand hiermit eventuell vereitelt sein könnte.
Das bedrohte Unternehmen kann auch einseitige Willenserklärungen gegenüber Stakeholdern machen, die einen neuen Eigner im Falle einer Übernahme extrem teuer kommen. So versprach zum Beispiel Peoplesoft den Kunden, die sich nach der Oracle-Offerte zum Aktienerwerb dennoch für Peoplesoft-Produkte entschieden, eine drastische Preisrückerstattung, sollte der Hersteller binnen absehbarer Zeit von Oracle übernommen werden. Ein solches Angebot erscheint vor allem dann nachvollziehbar, wenn der Interessent, wie im Falle Oracle, in seinen Äußerungen durchklingen lässt, dass er nach einer erfolgten Übernahme die Vermarktung der Produkte des Wettbewerbers einstellen wird. Ebenso wäre es möglich, zum Beispiel verbindliche Ethik-Standards, Umweltschutzauflagen oder Mitbestimmungsmodelle zu verabschieden, die bei der Fortführung durch einen völlig gegenteilig operierenden Neu-Eigentümer nicht mehr mit dessen Geschäftskonzept korrelieren oder ihn zumindest so stark infizieren würden, dass die Übernahme nicht mehr vertretbar ist.
Eine andere Strategie ist die Möglichkeit einer Kapitalerhöhung. Die Ausgabe neuer Aktien verteuert den Unternehmenswert und außerdem kann der Übernahmekandidat beispielsweise massiv in Unternehmensbereiche investieren, die dem Interessenten mehr schaden als nutzen würden, oder zum Beispiel selbst weitere Wettbewerber aufkaufen. Nicht zuletzt kann das Unternehmen auch mit einer massiven Verschuldung in neue Akquisitionen, Produkte oder Forschung und Entwicklung investieren, so dass die Eigenkapitalisierung einerseits unattraktiv wird, der Unternehmenswert für die Aktionäre auf der anderen Seite aber mit Erreichen der langfristigen Ziele wieder steigt. Ist absehbar, dass der Übernahmeinteressent die Schulden und die neue Geschäftsausrichtung nicht wird tragen wollen, kann auch diese Giftpille wirken. Solche Aktionen fügen dem bedrohten Unternehmen solange keinen Schaden zu, wie etwaige Eigeninteressen des Managements hinter die objektiven Belange der Aktionäre zurücktreten und die Aktionäre Vertrauen in das Management behalten.

## Verwandte Strategien
Selbstverständlich können auch Altaktionäre selbst so viele Aktien kaufen, dass schlichtweg keine unternehmensbestimmende Mehrheit mehr am Markt zu beschaffen ist. Hierzu wäre der Begriff der Giftpille jedoch in seiner engen Auslegung nicht mehr geeignet, da es sich hierbei streng genommen um eine Rück-Übernahme von Seiten der Alteigner handelt. Eine ähnliche Abwehrstrategie ist die Suche nach dem Weißen Ritter, einem freundlicher gesinnten, kooperativen Übernehmer anstelle des  feindlichen Angreifers (Schwarzer Ritter), wie es der Schering AG beim Angebot der feindlichen Übernahme der Merck KGaA durch den weißen Ritter Bayer AG gelungen ist.

## Aktionärsinteressen
Allen Giftpillen ist die Gefahr gemeinsam, mit den beschlossenen Maßnahmen die primäre Leistungsfähigkeit des bedrohten Unternehmens zu schwächen und die Interessen der Eigentümer, also der Aktionäre, zu verletzen. Es ist daher Aufgabe der Public Relation einer betroffenen Aktiengesellschaft, die Aktionäre über die genauen Hintergründe und Ziele solcher Maßnahmen zu unterrichten, bzw. Aufgabe der Unternehmenskommunikation ist es, Geschäftsstrategien im Zusammenhang mit den beabsichtigten Gegenmaßnahmen den bekannten Anteilseignern mitzuteilen. Befinden sich größere Teile des Aktienbesitzes in breiter Streuung und sind die Aktionäre somit nicht mehrheitlich namentlich bekannt, bleibt nur der öffentliche Weg der Unternehmenskommunikation, mit dem Nachteil, dass der Angreifer diese Informationen auch wiederum strategisch zur eigenen Marktkommunikation nutzen kann.
Die Eigeninteressen des Managements können dabei den Interessen der Eigentümer durchaus entgegenlaufen. So ist eine Giftpille auch immer vor dem Hintergrund zu prüfen, ob dem Unternehmen mit der Übernahme durch einen ggf. stärkeren Konkurrenten trotz drohendem Arbeitsplatz- bzw. Standortverlustes insgesamt mehr gedient ist, als wenn es selbständig bleibt. Diese Entscheidung kann, muss jedoch nicht, auch moralische Komponenten der Unternehmensführung betreffen bzw. betrifft immer auch sein Corporate Behavior, also das Verhalten eines Unternehmens im Rahmen seines Selbstverständnisses und seiner Unternehmensziele im gesamten strategischen und operativen Handlungsfeld.

## Beispiele für Giftpillen
- Kauf der britischen Orange durch Mannesmann zur Abwehr von Vodafone.
- Verkauf der amerikanischen LaSalle Bank durch die ABN AMRO zur Abwehr der Royal Bank of Scotland.
- Einsatz der Giftpille von Twitter zur Verhinderung der Übernahme durch Elon Musk.